# Yougoslavie au Concours Eurovision de la chanson 1971
La Yougoslavie a participé au Concours Eurovision de la chanson 1971 le 3 avril à Dublin, en Irlande. C'est la 11e participation yougoslave au Concours Eurovision de la chanson.
Le pays est représenté par Kićo Slabinac et la chanson Tvoj dječak je tužan, sélectionnés par la Radio-télévision yougoslave (JRT) à travers la finale nationale Jugovizija 1971.

## Sélection

### Pjesma Eurovizije 1971
Le radiodiffuseur yougoslave croate Radiotelevizija Zagreb (Radio-télévision de Zagreb) organise la finale nationale intitulée Pjesma Eurovizije 1971 pour la Jugoslovenska Radio-Televizija (JRT, « Radio-télévision yougoslave ») afin de sélectionner l'artiste et la chanson représentant la Yougoslavie au Concours Eurovision de la chanson 1971.

#### Finale
La finale nationale yougoslave Pjesma Eurovizije 1971, présentée par Helena Koder et Ljubo Jelčić, a eu lieu début 1971 au Centre communal de Domžale,.
Neuf chansons participent à cette sélection yougoslave. Les chansons sont toutes interprétées en serbo-croate, macédonien ou slovène, langues nationales de la Yougoslavie.
| Ordre | Artiste                    | Chanson                                     | Langue                | Traduction             | Points | Place |
| ----- | -------------------------- | ------------------------------------------- | --------------------- | ---------------------- | ------ | ----- |
| 1     | Bele Vrane                 | Od srca do srca                             | Slovène               | De cœur à cœur         | 1 420  | 8     |
| 2     | Krunoslav Slabinac         | Tvoj dječak je tužan (Твој дјечак је тужан) | Serbo-croate (croate) | Ton garçon est triste  | 2 010  | 1     |
| 3     | Esma Redžepova             | Malo, malo (Мало, мало)                     | Macédonien            | Petit, petit           | 1 880  | 3     |
| 4     | Ditka Haberl & Doca Marolt | Pesem za otroka                             | Slovène               | Chanson pour un enfant | 1 306  | 9     |
| 5     | Senka Veletanlić           | Sončev tanc                                 | Macédonien            | Danse ensoleillée      | 1 445  | 7     |
| 6     | Saška Petrovska            | Svetot moj                                  | Macédonien            | Mon monde              | NC     | 5     |
| 7     | Zvonko Špišić              | Šal na plaži                                | Serbo-croate (croate) | Le châle sur la plage  | NC     | 2     |
| 8     | Pro Arte                   | Hej, ti slatka Lulu                         | Serbo-croate (croate) | Salut, toi douce Lulu  | NC     | 4     |
| 9     | Majda Sepe                 | Regrat                                      | Slovène               | Pissenlit              | NC     | 6     |

Lors de cette sélection, c'est la chanson Tvoj dječak je tužan interprétée par Kićo Slabinac, qui fut choisie,. 
Le chef d'orchestre sélectionné pour la Yougoslavie à l'Eurovision 1971 est Miljenko Prohaska (en).

## À l'Eurovision
Chaque pays a un jury de deux personnes. Chaque juré attribue entre 1 et 5 points à chaque chanson.

### Points attribués par la Yougoslavie
| 10 points | Monaco                              |
| 8 points  | Italie                              |
| 7 points  | Allemagne Espagne                   |
| 6 points  | Finlande Portugal Suède Royaume-Uni |
| 5 points  | France Irlande Pays-Bas             |
| 4 points  | Autriche Luxembourg Norvège Suisse  |
| 3 points  | Belgique                            |
| 2 points  | Malte                               |

### Points attribués à la Yougoslavie
| 10 points                    | 9 points                       | 8 points                 | 7 points                                         | 6 points                      |
| ---------------------------- | ------------------------------ | ------------------------ | ------------------------------------------------ | ----------------------------- |
|                              |                                |                          | - Allemagne                                      | - Autriche - Espagne - France |
| 5 points                     | 4 points                       | 3 points                 | 2 points                                         |                               |
| - Irlande - Italie - Norvège | - Monaco - Pays-Bas - Portugal | - Finlande - Royaume-Uni | - Belgique - Luxembourg - Malte - Suède - Suisse |                               |

Kićo Slabinac interprète Tvoj dječak je tužan en seizième position lors de la soirée du concours, suivant le Portugal et précédant la Finlande.
Au terme du vote final, la Yougoslavie termine 14e sur les 18 pays participants, ayant reçu 68 points au total,.